# Лактобацилоподобни
Лактобацилоподобните (Lactobacillales) са разред организми от клас Бацили (Bacilli). Таксономичният му тип е родът лактобацили.

## Семейства
- Aerococcaceae
- Carnobacteriaceae
- Enterococcaceae
- Lactobacillaceae – Лактобацилови
- Leuconostocaceae
- Streptococcaceae